# Yahor Kazlou
Yahor Kazlou –en bielorruso, Ягор Казлоў– es un deportista bielorruso que compite en taekwondo. Ganó una medalla de bronce en el Campeonato Europeo de Taekwondo de 2021, en la categoría de –54 kg.

## Palmarés internacional
| Campeonato Europeo | Campeonato Europeo | Campeonato Europeo | Campeonato Europeo |
| Año                | Lugar              | Medalla            | Categoría          |
| ------------------ | ------------------ | ------------------ | ------------------ |
| 2021               | Sofía (Bulgaria)   | Medalla de bronce  | –54 kg             |